# Tracy Reed (actrice anglaise)
Pour les articles homonymes, voir Reed.
Ne doit pas être confondu avec  Tracy Reed (actrice américaine).
Tracy Reed, née Clare Tracy Compton Pelissier le 21 septembre 1942 à Londres (Angleterre) et morte le 2 mai 2012 à West Cork (en) (Irlande), est une actrice anglaise.

## Biographie
Tracy Reed est la fille du réalisateur Anthony Pelissier et de l'actrice Penelope Dudley-Ward. Elle a pris le nom de famille de son beau-père, Carol Tracy Reed, à la suite du remariage de sa mère en 1948. Tracy Reed est la petite-fille de l'actrice Fay Compton et du producteur HG Pelissier, ainsi que de la mondaine Freda Dudley Ward et du politicien William Dudley Ward, arrière-petit-fils de William Humble Ward, 10e baron Ward. Son grand-oncle est le romancier Sir Compton Mackenzie. L'acteur Oliver Reed est un beau-cousin.
Elle a fréquenté la Miss Ironside's School (en) à Kensington.
Tracy Reed meurt d'un cancer du foie dans le comté de Cork, en Irlande, le 2 mai 2012, à l'âge de 69 ans.

### Mariages
Tracy Reed s'est mariée quatre fois :
1. Acteur Edward Fox (1958-1961 ; divorce). Leur fille, Lucy Fox, aujourd'hui épouse du 17e vicomte Gormanston, se souvient après la mort de sa mère : « elle est restée proche de mon père. Le mariage était voué à l'échec dès le début, mais ils n'ont jamais cessé d'être des amis proches. Ils se sont vraiment tellement aimé »[5].
2. Acteur Neil Hallett (1970-1973 ; divorce)
3. Acteur Bill Simpson (1974-1982 ; divorce) ; deux filles
4. Christophe McCabe ; pas d'enfants

## Carrière
Au cours d'une carrière d'actrice qui a duré du début des années 1960 jusqu'en 1975, elle est apparue dans une trentaine de films, dont la série télévisée Man of the World (1962), et a été à un moment donné envisagée pour remplacer Diana Rigg dans Chapeau melon et bottes de cuir (The Avengers). Dans un épisode du Dr. Finlay's Casebook en 1967, Tracy Reed joua aux côtés de Bill Simpson, qu'elle épousa plus tard.
On se souvient surtout de Tracy Reed pour son rôle de Miss Scott, la maîtresse du général « Buck » Turgidson (George C. Scott) dans le film Docteur Folamour du réalisateur Stanley Kubrick (1964). Elle a le seul rôle féminin dans ce film et n'est (principalement) vue que dans une seule scène – lorsqu'elle répond au téléphone pendant que Turgidson est dans la salle de bain. Elle est également présentée comme la page centrale "Miss Affaires étrangères" dans l'exemplaire de juin 1962 du magazine Playboy lu par le pilote major TJ "King" Kong (Slim Pickens) dans le B-52. Sur la photo, elle est allongée, apparemment nue, avec le numéro de janvier 1963 de Foreign Affairs – Vol. 41, no 2, contenant l'article suggestif d'Henry Kissinger « Les tensions sur l'Alliance » – stratégiquement drapé sur ses fesses. Lorsqu'on lui a demandé en 1994 si elle avait de « bons souvenirs » de son travail sur le film, elle a répondu « Oh oui, beaucoup ! », mais aussi « Je portais un bikini tout le temps », et quand Kubrick a décidé d'ouvrir le plateau à la presse, « il y avait tous ces journalistes qui me regardaient. C'était épouvantable ». Elle est de nouveau apparue dans un long métrage mettant en vedette Peter Sellers, cette fois dans la comédie de Blake Edwards Quand l'inspecteur s'emmêle (A Shot in the Dark, 1964). Aux côtés de Beau Bridges, Tracy Reed a également joué la madame dans Adam's Woman (1970), tourné en Australie.
Plus tard dans sa vie, elle a travaillé comme représentante d'une entreprise de produits gastronomiques en Irlande, parcourant le pays pour persuader les magasins de vendre les produits de son employeur.

## Filmographie partielle

### Au cinéma
- 1944 : L'Héroïque Parade (The Way Ahead) : la fille (bébé) de Perry (non-créditée)
- 1964 : Docteur Folamour : Miss Scott
- 1964 : Quand l'inspecteur s'emmêle : Dominique Ballon
- 1965 : Orgie satanique (L'Ombre de Satan) : Karen
- 1967 : Casino Royale : Fang Leader
- 1968 : Les requins volent bas (Hammerhead) : Miss Hull
- 1971 : Mercredi après-midi (Melody) : femme à l'hôpital

### À la télévision
- 1962-1963 : Ce sentimental M. Varela : Maggie Warren / Maggie / Maggie MacFarlane (série télévisée)
- 1971 : UFO, alerte dans l'espace (OVNI) : Jane Carson (épisode « L'Affaire Dalotek »)